# موش‌های پامیمونی
موش‌های پامیمونی (نام علمی: Pithecheir) نام یک سرده از زیرخانواده نیاموشان است.